# Cachemire
Pour les articles homonymes, voir Cachemire (homonymie).
Le Cachemire (variante orthographique rare : Kashmir) est une région montagneuse du sous-continent indien. Ce vocable désigne, depuis la partition des Indes et la disparition de l'État princier du Jammu-et-Cachemire, l'ensemble du territoire qui constituait ce dernier.
Depuis le déclenchement de la première guerre indo-pakistanaise en 1947, le Cachemire est de facto partagé entre l'Inde, le Pakistan et la Chine qui administrent le territoire du Jammu-et-Cachemire et du Ladakh pour l'Inde, les territoires de l'Azad Cachemire et du Gilgit-Baltistan pour le Pakistan ainsi que la région de l'Aksai Chin et la vallée de Shaksgam pour la Chine.
L'Inde continue de réclamer l'intégralité du Cachemire historique, à savoir l'Aksai Chin, la vallée de Shaksgam, le Gilgit-Baltistan et l'Azad Cachemire en plus des territoires qu'elle contrôle déjà.
Le Pakistan revendique le Jammu-et-Cachemire contrôlé par l'Inde.
La Chine contrôle l'intégralité des territoires qu'elle revendique dans cette région, à savoir l'Aksai Chin et la vallée de Shaksgam. La souveraineté sur ces deux territoires chinois est reconnue par le Pakistan, mais pas par l'Inde. Des mouvements séparatistes continuent par ailleurs à prôner le rétablissement de l'indépendance du Cachemire.

## Géographie

Carte du Cachemire entouré en bleu : le Pakistan est en vert, l'Inde en violet, la Chine en jaune, les autres pays en gris, le no man's land du glacier de Siachen en gris.

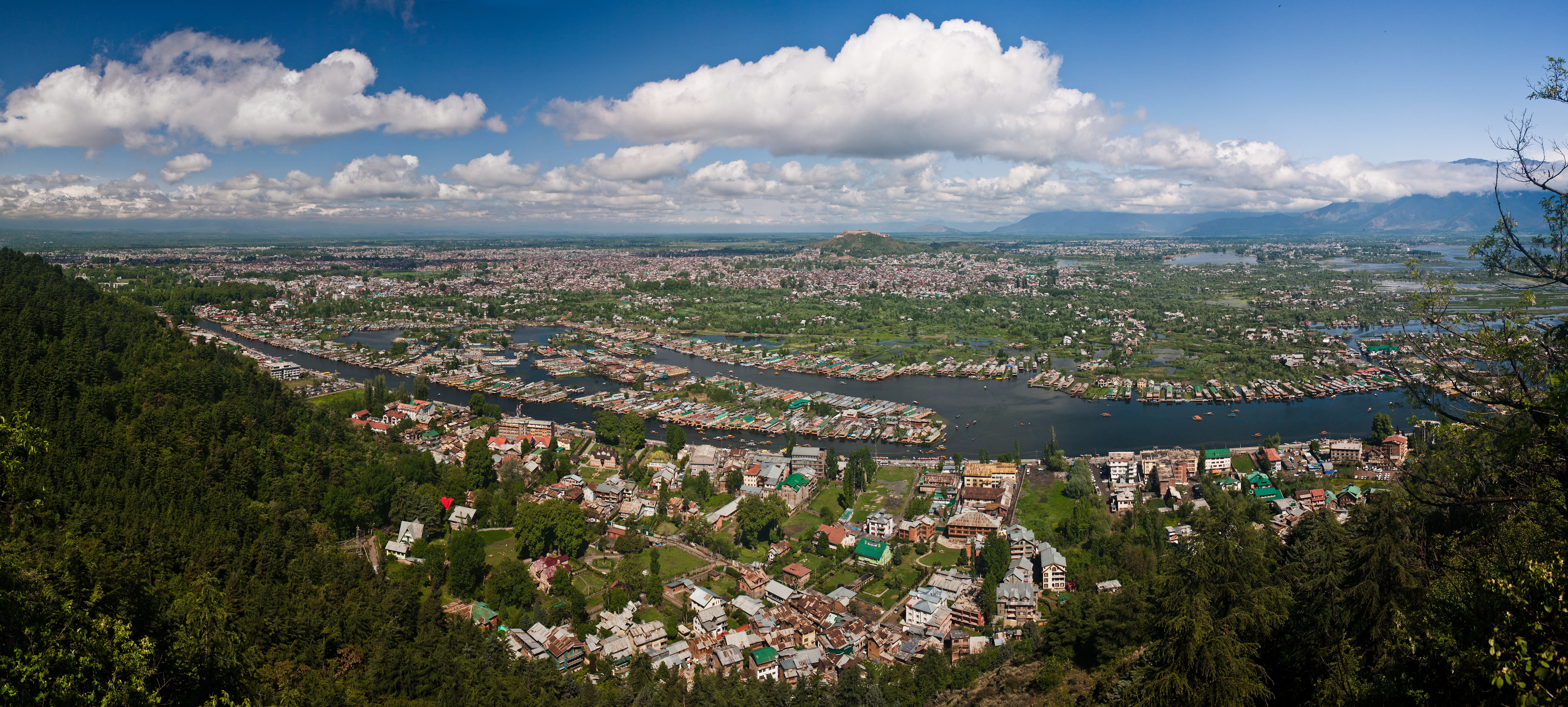
Vue panoramique de Srinagar dans la vallée du Cachemire.

Le Cachemire est situé en Asie, dans le Nord du sous-continent indien, dans le Nord de l'Inde et du Pakistan et l'Extrême Ouest de la Chine. Il est frontalier de l'Afghanistan au nord.
Couvrant l'extrémité occidentale de l'Himalaya, le Karakoram et l'extrémité orientale de l'Hindou Kouch, la région est très montagneuse, parcourue par de nombreuses vallées dont les plus importantes sont celles du Cachemire et la haute vallée de l'Indus. Une toute petite frange de la plaine indo-gangétique constitue l'extrémité sud-ouest du Cachemire. Le Cachemire est aussi traversé par une chaîne de montagnes : le Pir Panjal, dont les sommets atteignent plus de 4 500 m et dont les cols les plus bas s’élèvent à 3 500 m.
C’est un pays qui possède de grandes ressources en eau, élément vital pour irriguer les cultures et nourrir les populations. Il est nommé communément « château d’eau ».

## Étymologie

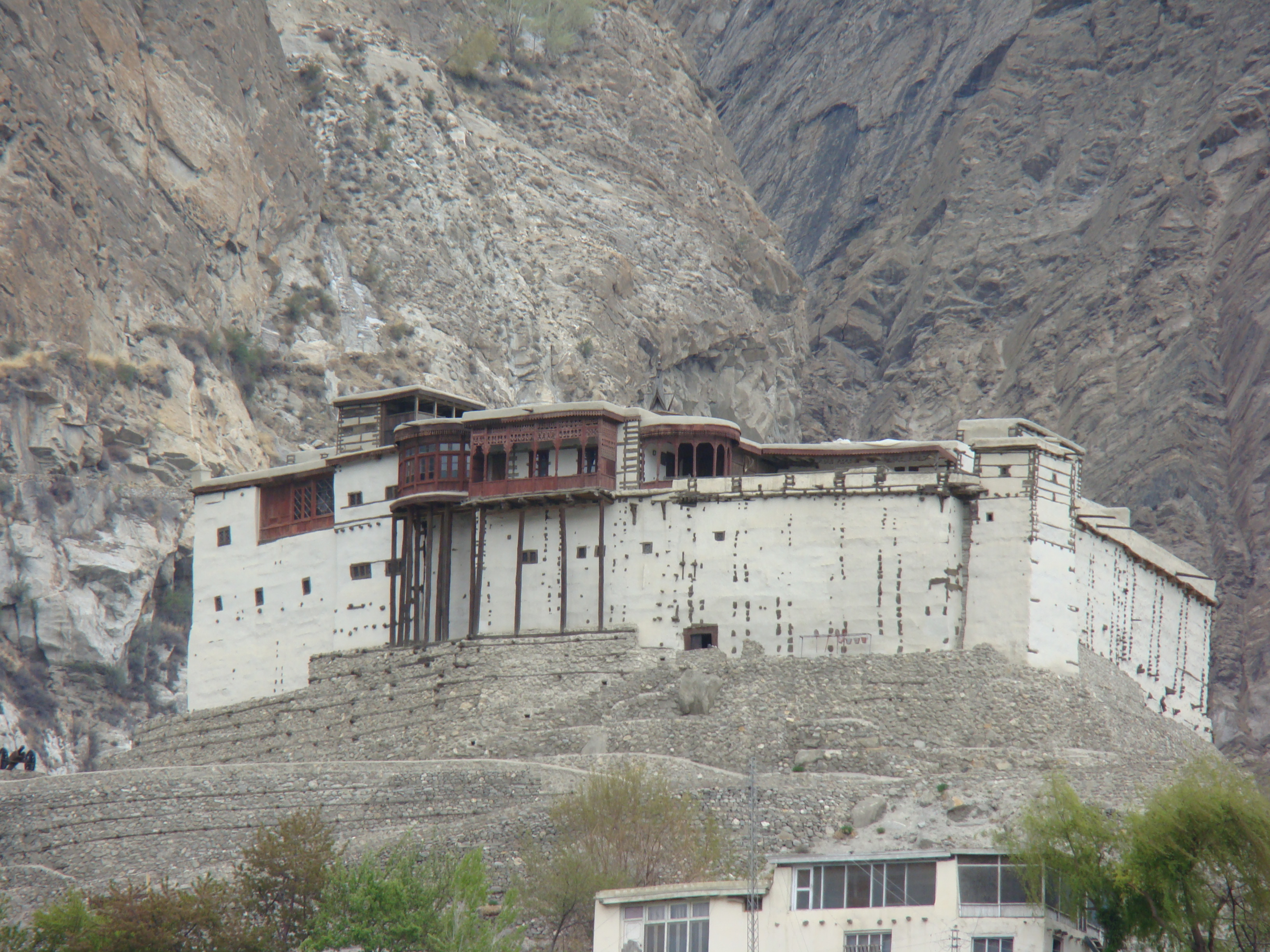
Le fort de Baltit dans la vallée de la Hunza, au Gilgit-Baltistan.

Le Nilamata Purana décrit l'origine de la vallée à partir des eaux, un fait corroboré par des géologues éminents, et montre comment le nom même de la terre a été dérivé du processus de dessiccation — ka signifie « eau » et shimir signifie « dessécher ». Par conséquent, le Cachemire signifie « un terrain desséché de l'eau ». Il y a aussi une théorie qui prend le Cachemire pour être une contraction de Kashyap-mira, de Kashyapmir ou de Kashyapmeru, la « mer ou montagne de Kashyapa », le sage qui a été crédité d'avoir vidé les eaux du lac primitif Satisar, que le Cachemire était avant qu'il ne soit récupéré. Le Nilamata Purana donne le nom Kashmira à la vallée du Cachemire comprend le lac Wular (en) Mira qui signifie le « lac de la mer ou la montagne du Sage Kashyapa ». Mira en sanskrit signifie « océan » ou les « frontières », considérant qu'il s'agit d'un mode de réalisation d'Uma[Quoi ?] et c'est le Cachemire que le monde connaît aujourd'hui[réf. nécessaire]. Les Kashmiris l'appellent Kashir, qui a été dérivé phonétiquement du Cachemire. 
Les Grecs anciens l'ont appelé Kashyapa-pura, qui a été identifié avec Kaspapyros de Hecatée (via Étienne de Byzance) et Kaspatyros d'Hérodote (3.102, 4.44). Le Cachemire est également considéré comme le pays désigné par la Kaspeiria de Ptolémée. Cashmere est une orthographe archaïque du présent Cachemire et, dans certains pays, il est encore écrit de cette façon. La terre et les gens étaient connus sous le nom de « Kashir » dont le « Cachemire » était également dérivé. Elle était appelée « Kaspeiria » par les Grecs anciens. Dans la littérature classique, Hérodote l'appelle Kaspatyrol. Xuanzang, un moine chinois qui a visité le Cachemire en 631, le désigne sous le nom de Kia-shi-mi-lo. Les Tibétains l'appellent Khachal, qui signifie « neige montagne ». Cette zone a toujours été une terre de rivières, de lacs et de fleurs sauvages. La rivière Jhelum s'écoule tout au long de la vallée.

## Histoire

### Histoire ancienne

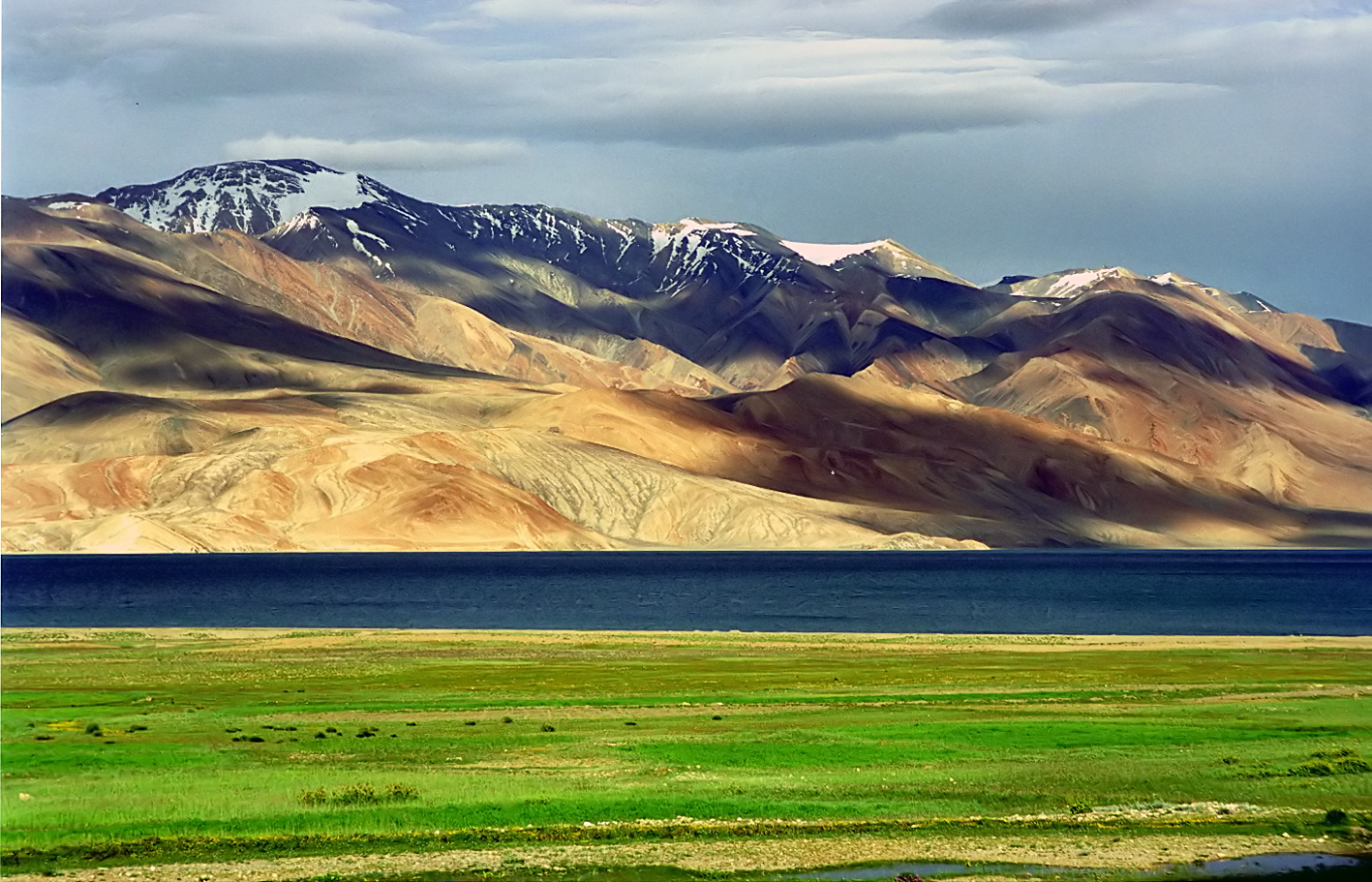
Montagne du Ladakh.

Anciennement peuplée, la région est gagnée à la culture hindoue au moins dès le VIe siècle avant notre ère. Elle appartient à plusieurs reprises aux grands empires de l'Inde notamment sous Ashoka et Kanishka.
Au VIIIe siècle, c'est un État indépendant et conquérant. Le roi Lalitaditya Muktapida (725-753) étend sa domination depuis les plaines du Pendjab jusqu'à la région montagneuse du Ladakh. Il englobe temporairement le royaume de Kânnauj. Lalitâditya fait venir des artisans des pays conquis et développe l'agriculture grâce au drainage et à la mise en place de l'irrigation du bassin de Srinagar qui constitue le cœur de son royaume. Il fait bâtir des villes et des temples dont celui célèbre de Mârtânda. Le Cachemire est alors un foyer important de la culture sanskrite où prospèrent simultanément bouddhisme et une école particulière du shivaïsme. Cette civilisation se maintient jusqu'à l'introduction de l'islam au XIVe siècle.

### Période coloniale

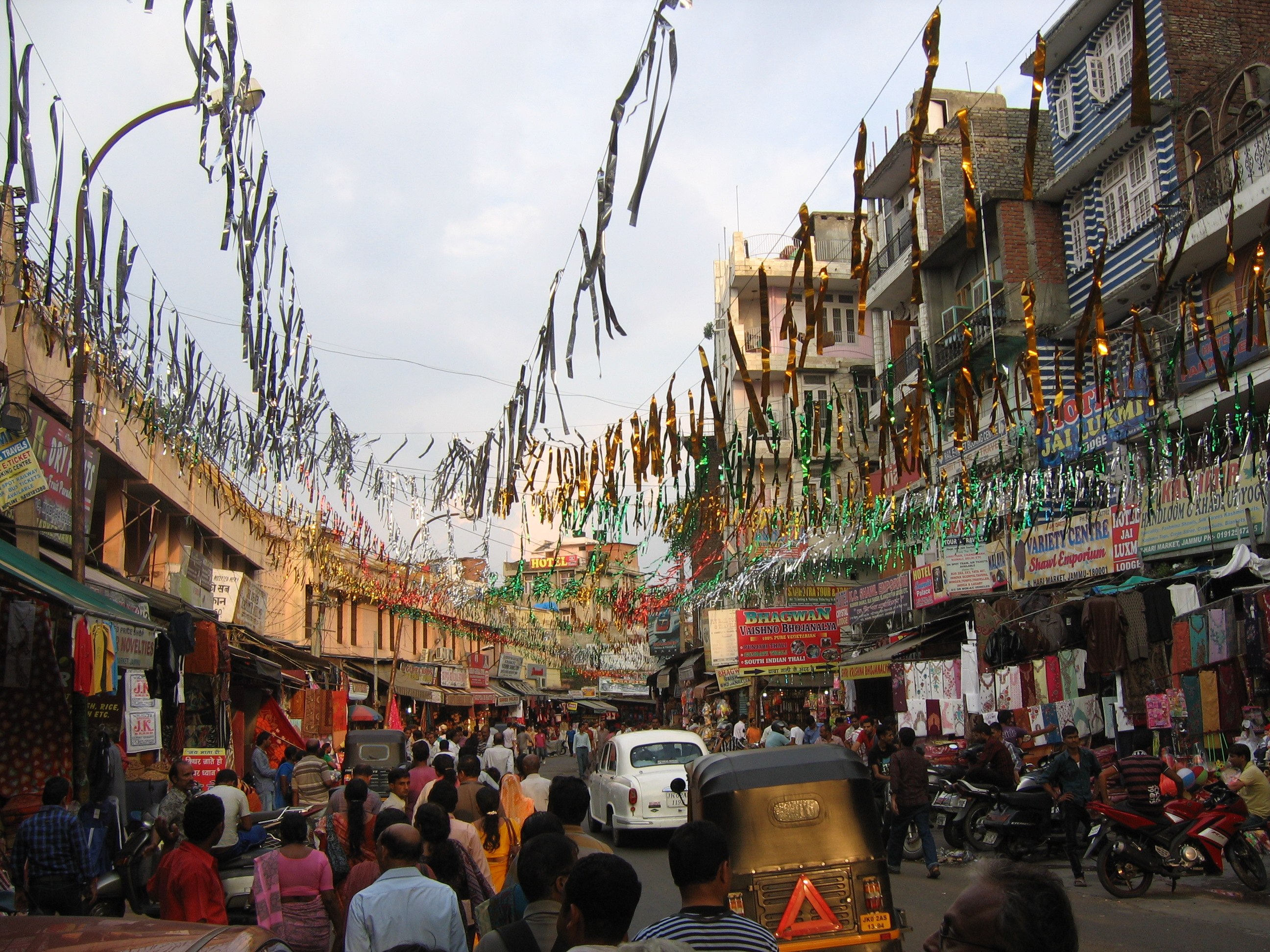
Marché de Jammu.

La colonisation européenne est amorcée avec l’arrivée du Portugais Vasco de Gama à Kozhikode en 1498. À partir de ce moment là, des comptoirs commerciaux commencent à fleurir sur les côtes indiennes. Par la suite, le nombre des compagnies, plus seulement portugaises, s'accroît, notamment la East India Company (lancée en 1599), ou encore la compagnie française des Indes Orientales (fondée en 1673). Dès la victoire de l’anglais Robert Clive sur le nawab du Bengale en 1757, les britanniques dominent le continent indien. En 1833, le statut de la East India Company est bouleversé puisque la couronne britannique retire aux compagnies leurs privilèges commerciaux pour les transformer en un instrument de conquêtes territoriales. En 1846 l'empire britannique qui s'étendait jusqu'au sous-continent indien, vend le Cachemire à un chef de guerre hindou, Gulab Singh. Par ce changement de dirigeant, le Cachemire devient donc un État princier sous souveraineté hindoue (tout en demeurant sous protectorat britannique).
La première guerre anglo-sikhe (1845-1846) se conclut par le traité d'Amritsar (1846) et l'établissement au sein du Raj britannique de l'État princier de Jammu-et-Cachemire, dirigé par la Dynastie Dogra (ou Jamwal) (1846-1952). Entre 1848 et 1849 a lieu la seconde guerre anglo-sikhe.
Ce statut sera dissous en 1857 après la révolte des Cipayes. Ses possessions passent sous l’administration directe de la Couronne, marquant ainsi le début du règne britannique. En 1877, la reine Victoria est couronnée impératrice des Indes.

### XXesiècle

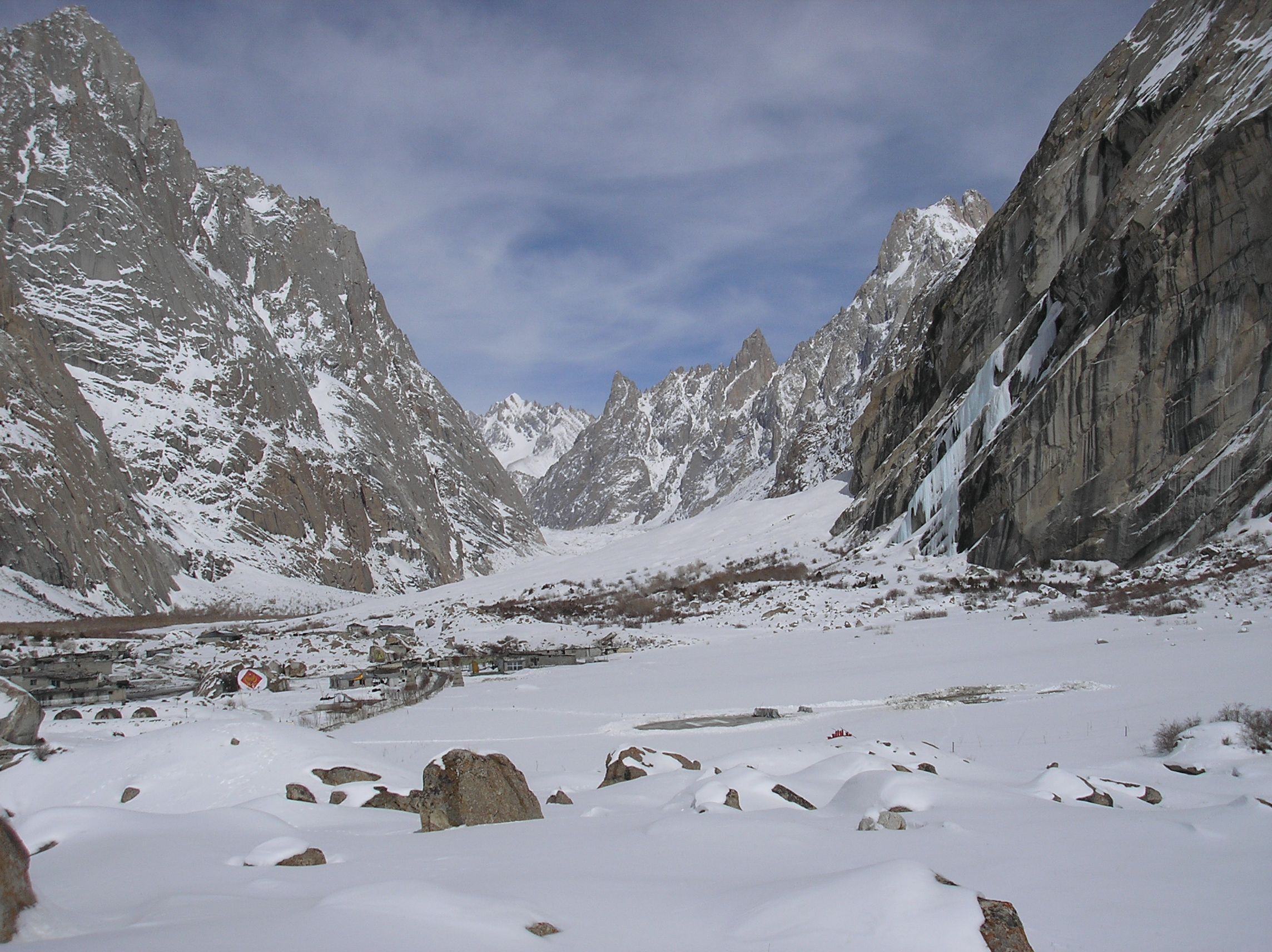
Montagnes du glacier de Siachen.

À la suite de l'indépendance de l'Inde en 1947 et du Pakistan, un litige naît autour du Cachemire afin de savoir auquel de ces deux pays il va être rattaché, ce qui donne naissance en partie à la première guerre indo-pakistanaise en 1947. 
L'Inde avant son indépendance de l'Angleterre était pour une partie dirigée directement par les Britanniques et pour l'autre partie, appelée États princiers, dirigée par les maharadjas. Dans les États princiers, le représentant de la couronne britannique avait essentiellement un rôle de surveillance. Les États princiers n'avaient pas le droit d'avoir une armée. Quand l'indépendance a été obtenue, les États princiers ont indiqué qu'ils voulaient rester indépendants. Comme ils n'avaient pas d'armée, Jawaharlal Nehru et Louis Mountbatten les ont convaincus de rejoindre l'Union Indienne moyennant quelques privilèges. Seul le maharadjah de Cachemire a refusé. Peu de temps après alors que le maharadja du Cachemire, à Srinagar sur un terrain de golf, est informé que des bandes rivales en provenance du Pakistan allaient arriver d'ici quelques jours et dévaster Srinagar[réf. nécessaire]. Il a alors tout de suite téléphoné à Nehru pour lui demander de l'aide. Nehru a accepté, à condition que le Cachemire rejoigne l'Union indienne. Le maharadja a accepté avec comme condition qu'il y ait un référendum pour savoir si le Cachemire rejoindrait l'Inde ou le Pakistan. Nehru a accepté. L'armée indienne est venue et a ainsi empêché les bandes armées du Pakistan d'arriver[réf. nécessaire] ; le référendum n'a jamais pu se tenir en raison du refus de démilitarisation de la région par les deux belligérants.
Le 22 octobre 1947, le Jammu et Cachemire est envahi par 2 000 membres d’une tribu pakistanaise (des pachtounes), malgré l’envoi par Sheikh Abdullah de représentants au Pakistan pour un second volet de discussions. Ces tribus (bien que sous autorité pakistanaise) auraient agi indépendamment de la volonté de la république islamique du Pakistan. Le gouvernement du Pakistan aurait tenté de refréner les actions de ces tribus, en faisant pression sur leur chef, mais n’y serait pas parvenu dans la mesure où le risque de débordement au Pakistan était élevé . Ces tribus seraient aussi des mercenaires employés dans le cadre d'une attaque planifiée par des membres éminents de l'appareil d'État pakistanais. Cette invasion a été l’élément déclencheur de la révolte d'une partie des habitants du Poonch, dans le sud-ouest du royaume, contre le maharadjah. La situation s’envenime dans la région de Jammu, lorsque les incidents liés à la partition des Indes y débordent. Des bandes armées d’hindous et de sikhs, tous membres de l'Akali Dal et du RSS, attaquent des villages musulmans autour de Jammu, tandis que des bandes armées musulmanes s'en prennent aux individus et aux villages non-musulmans autour de Mirpur, de Poonch et de Rajouri, incluant les réfugiés sikhs et hindous qui fuient le Pakistan ; il s'agit des massacres du Jammu de 1947 (en). En vallée du Cachemire, l'arrivée des tribus pakistanaises s'accompagne d'importants pillages et d'exactions contre l'ensemble de la population locale, qui donnent notamment lieu aux massacres de Baramulla. Les Cachemiris sont alors assez favorables à l’Inde, la Conférence nationale, principale force politique de la vallée, appelant New Delhi à intervenir dans la région. Ainsi, le 26 octobre 1947 la principauté du Jammu et le Cachemire adhèrent à l’Inde. Par la suite, l’Inde déploie ainsi ses troupes sur le territoire et se heurte à l’assaut de l’armée pakistanaise, qui a toujours pour ambition de rattacher le Jammu et Cachemire au Pakistan.
Par crainte d'une guerre le 1er janvier 1948, le représentant indien s’adresse au président du Conseil de sécurité des Nations unies dans le but d’apaiser les tensions. L'ONU a donc essayé de mettre différents plans en place, mais tous ont échoué comme celui d'avril 1948 qui consistait à rétablir la paix et l'ordre au Jammu et Cachemire.  
Le 1er janvier 1949, à la demande de l'Inde, l’ONU intervient afin de négocier un cessez-le-feu. Se met alors en place une ligne de cessez-le-feu, ayant pour but à la fois de mettre fin au conflit, de créer la cohésion du Cachemire et d’éviter de nouveaux combats. Le Cachemire est donc divisé en deux : le Jammu-et-Cachemire, au sud du Cachemire, appartenant à l’État fédéré indien et la région dite de l’Azad (« libre ») Jammu-et-Cachemire, au nord du Cachemire, qui appartient au Pakistan.	 
À partir des années 1950 et 1960, la Chine entre progressivement dans la région, à la suite de l'annexion du Tibet en 1951, et du renforcement de ses positions dans le Turkestan oriental ou Xinjiang. En 1962, une guerre sino-indienne éclate sur fonds de litiges frontaliers et d'occupation militaire, elle se conclue avec l'établissement officiel de la Chine en territoire cachemiri, dans la région de l'Aksai Chin. Le gouvernement pakistanais encourage également l'implication chinoise dans la région, en lui cédant une partie de l'Azad Jammu-et-Cachemire en 1963 : la vallée de Shaksgam (intégrée aujourd'hui au Xinjiang). Cela s'accompagne aussi d'une cession par le Pakistan, de jure, d'autres territoires du Cachemire au profit de la Chine : les revendications pakistanaises sur la partie orientale et septentrionale du Cachemire, respectivement sous contrôle sino-indien (Est de l'actuel Ladakh) ou complètement chinois (l'Aksai Chin et les territoires en-deçà de l'Ardagh–Johnson Line (en)), prennent fin[réf. nécessaire].	 
Insatisfait par les prémices d'une pérennisation de la ligne de contrôle, établie lors du cessez-le-feu de 1949, le gouvernement pakistanais entreprend en 1965 une tentative d'occuper le Cachemire sous contrôle indien, c'est la seconde guerre indo-pakistanaise[réf. nécessaire]. 	 
En 1987, la manipulation des élections locales par le gouvernement indien déclenche une insurrection. 	 
L'accès « officiel », en 1998, de ces deux pays aux armements nucléaires réduit les tensions : une sorte de guerre froide s'installe entre les deux pays, aucun des deux ne souhaitant réellement utiliser cette arme.
- Conflit du Cachemire
- Frontière entre l'Inde et le Pakistan
- Conflit de Kargil (1999)

### XXIesiècle

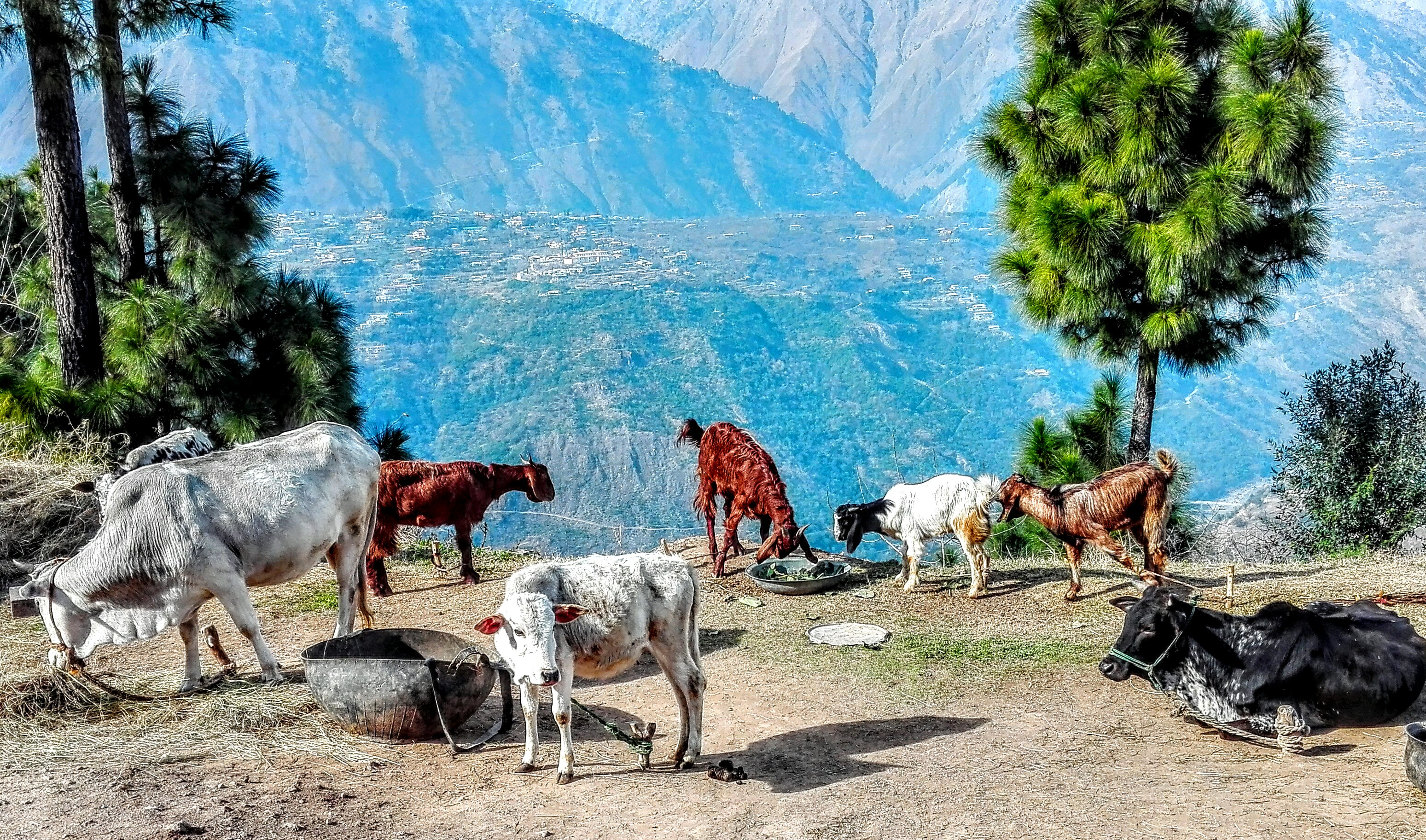
L'Azad Kashmir au Pakistan.

Les élections de 2004 qui ont porté le Congrès national indien au pouvoir en Inde se sont déroulées dans un climat d'apaisement entre les différentes communautés (chrétienne, hindoue, musulmane) puisque le Premier ministre désigné n'était pas hindou, étant sikh. En 2014, le retour au pouvoir du BJP rend plus incertaine la conclusion d'un processus de paix au Cachemire. 
- Insurrection au Jammu-et-Cachemire (depuis 1987)
- Confrontation indo-pakistanaise de 2001-2002
- Confrontation indo-pakistanaise de 2019

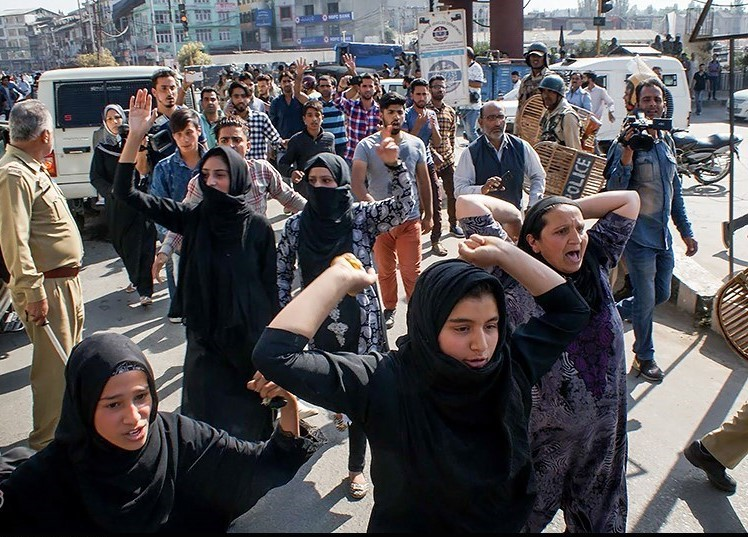
Manifestation dans le Cachemire indien à l'occasion de la mouharram.

Le 5 août 2019, en abolissant les articles 370 et 35A de la constitution indienne, le gouvernement indien révoque l'autonomie constitutionnelle du Cachemire. L'Inde interrompt tous les canaux de télécommunications : réseaux mobiles, internet, haut débit et lignes terrestres, au Cachemire,. Les mouvements de rue sont réprimés, faisant seize morts, et nombre de personnes, manifestants ou personnalités politiques (dont Mehbooba Mufti, ministre en chef de la province d'avril 2016 à juin 2018), sont incarcérées.
Selon le site d'information en ligne indépendant The Wire, cette décision « devrait avoir des retombées négatives considérables à trois niveaux. D'abord, du point de vue des violations de droits humains au Cachemire. Ensuite, concernant la place de l'Inde sur la scène internationale : M. Modi a entamé le prestige démocratique du pays. Enfin, cela pose de graves problèmes pour le fonctionnement de la démocratie, car des mesures semblables peuvent être prises contre des États perçus comme récalcitrants ou hostiles au gouvernement. » L’essayiste et journaliste Prem Shankar Jha souligne que « des milliers de jeunes Cachemiris qui étaient jusqu'alors restés en marge de l'insurrection vont rejoindre ses rangs. » La communauté internationale — à l'exception du Pakistan et de la Chine — reste passive.

## Démographie
Le Cachemire comporte 10 millions d’habitants[Quand ?] pour une superficie de 218 000 km2. 
| Administré par                   | Région              | Population    | % Islam | % Hindouisme | % Bouddhisme | % Autre |
| -------------------------------- | ------------------- | ------------- | ------- | ------------ | ------------ | ------- |
| Inde                             | Vallée du Cachemire | ~4 millions   | 95 %    | 4 %          | –            | –       |
|                                  | Jammu               | ~3 millions   | 30 %    | 66 %         | –            | 4 %     |
|                                  | Ladakh              | ~0,25 million | 46 %    | –            | 50 %         | 3 %     |
| Pakistan                         | Azad Kashmir        | ~2,6 millions | 100 %   | –            | –            | –       |
|                                  | Gilgit-Baltistan    | ~1 million    | 99 %    | –            | –            | –       |
| Chine                            | Aksai Chin          | –             | –       | –            | –            | –       |
|                                  | Vallée de Shaksgam  | –             | –       | –            | –            | –       |
| - Statistiques issues de la BBC. |                     |               |         |              |              |         |

## Culture

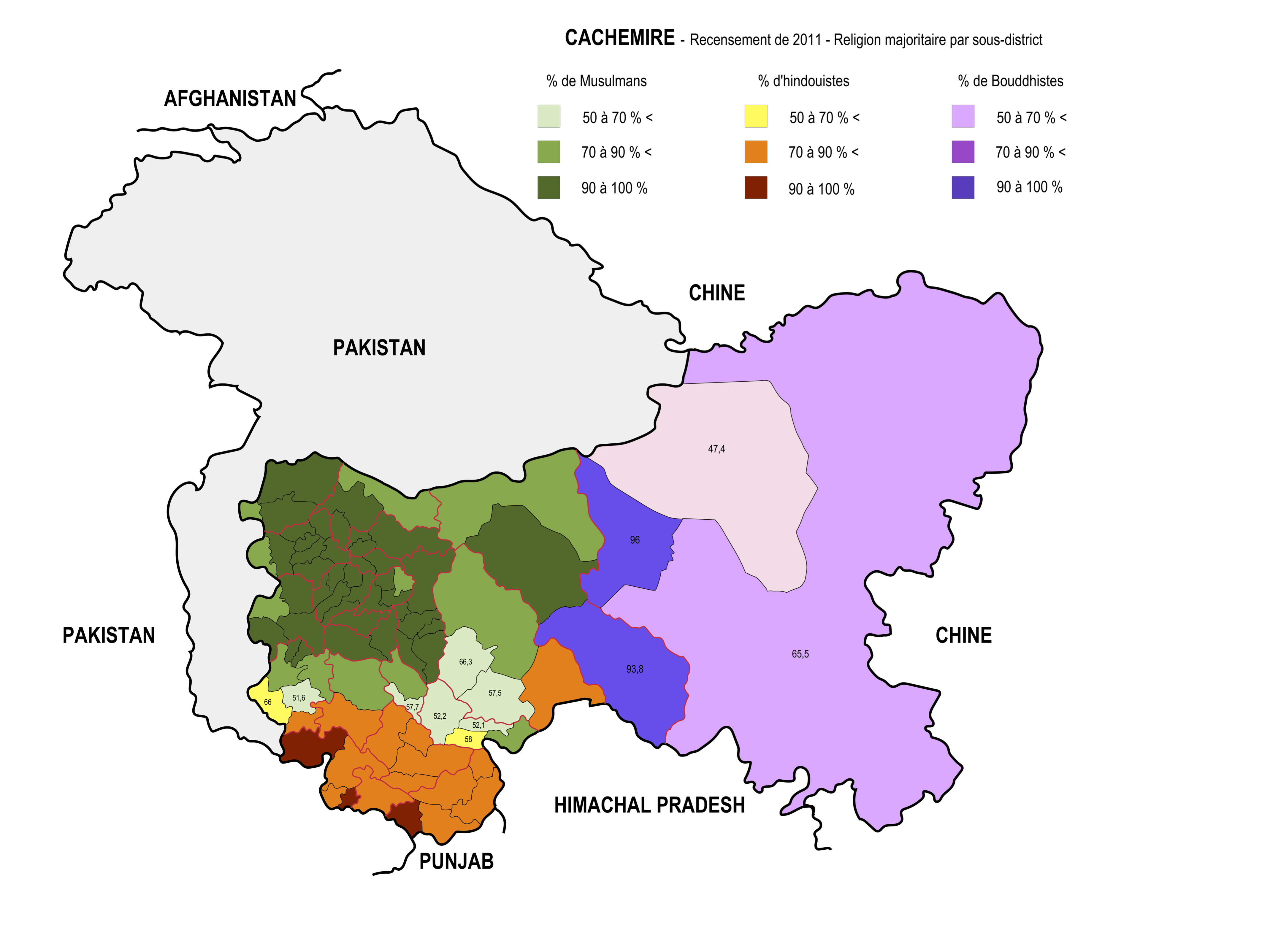
Cachemire indien : religion majoritaire ou première religion par sous district selon le recensement indien de 2011.

Le Cachemire chinois est une zone très peu peuplée voire inhabitée, où la présence de population a été historiquement de caractère occasionnel ou saisonnier. Celle-ci diverge en fonction du territoire dans le Cachemire chinois. Dans la vallée de Shaksgam, une étroite bande de terre à la frontière avec le Pakistan, ce sont les nomades Kirghizes (de langue turcique) et Sariqolis (de langue iranienne) musulmans, ainsi que les estivants Bourouchos de Hunza, qui y étaient historiquement recensés. Dans l'Aksai Chin, vaste plateau de haute altitude, situé à l'est du Cachemire indien, la rare présence humaine était le fait des Changpas, des nomades de langue tibétique et de religion bouddhiste (tantrisme).
Le Cachemire pakistanais parle majoritairement des langues indo-européennes du groupe indo-aryen et est de religion musulmane. De forts contrastes existent entre les deux subdivisions territoriales qui s'y trouvent, l'Azad Cachemire (dans sa partie méridionale ; la plus peuplée) et le Gilgit-Baltistan (dans sa partie centrale et septentrionale ; la plus étendue). 
- Le Gilgit-Baltistan présente une diversité linguistique importante, composé de nombreux groupes ethnolinguistiques qui ne forment pas de majorité. Des langues indo-européennes du groupe indo-aryen y sont parlées, telles que le shina et le khowar. S' y trouvent également des populations telles que les Wakhis (de langue iranienne), les Baltis (de langue tibétique) ou les Bourouchos, locuteurs du bourouchaski (isolat). Tandis que l'Azad Cachemire parle de manière prédominante le pothohari, une langue ou un dialecte proche du pendjabi[12].
- Le Gilgit-Baltistan se distingue également par ses spécificités religieuses, le chiisme y étant le courant religieux majoritairement suivi, une exception au Pakistan. L'Azad Cachemire, dans ses pratiques religieuses, ne se démarque pas de la norme nationale.

Le Cachemire indien est une zone de rencontre entre les langues et les religions de la région.
- Concernant les langues, deux zones existent : une, parlant des langues tibétiques, à l'est, et une autre parlant plusieurs langues indo-aryennes, à l'ouest. Une forte diversité linguistique est aussi présente dans cette région, bien que des langues prédominantes peuvent être remarquées, telles que le cachemiri, parlé dans le Cachemire stricto sensu ou vallée du Cachemire, le dogri dans la région de Jammu, le ladakhi dans le Ladakh, et le gojri, langue des Gurjars, dans la région de Poonch[12]. À celles-ci s'ajoutent des langues moins répandues, telles que le purigi et le balti, le shina, le brokskat, langue des Brokpas, ou encore des langues paharies occidentales telles que le bhadarwahi et le padri.
- Concernant les religions, trois secteurs existent : une zone dominée par les hindouistes, au sud et à l'ouest, une zone dominée par des bouddhistes tibétains, à l'est, et enfin une zone dominée par les musulmans, au nord et au centre.
- L'artiste KSHMR tient son pseudonyme en référence à ce lieu, auquel il est lié par ses origines cachemiries.

Sur la ligne de contrôle établie en 2003 à la frontière entre l'Inde et le Pakistan, l'érection en 2007 d'une barrière de rangs de barbelés de 2 à 4 mètres de hauteur a rendu impossible la migration du cerf du Cachemire, du Markhor et d'autres espèces et entrainé leur disparition de la partie pakistanaise du Cachemire, où elles étaient autrefois très présentes.